# Anisonyx brincki
Anisonyx brincki är en skalbaggsart som beskrevs av Schein 1959. Anisonyx brincki ingår i släktet Anisonyx och familjen Melolonthidae. Utöver nominatformen finns också underarten A. b. rudebecki.